# 製作
製作（せいさく）は、機械や道具を使用して作品や商品を作ること、また、映画や演劇・テレビ番組といったエンタテインメント作品をつくること。
とりわけ後者においては、企画立案、製作者として出資することも含み、日本の映像業界などでは製作総指揮ともいう。本項では制作についても記載する。

## 概要
製造業においては、「製」の文字を使った単語に「製造」などがあるように、主に形のある物や消耗品を作るときに使われる。工業製品・精密機械・各種器具などを作る際には「製作」を用いる。
著作権法では、「映画製作者」として映画の製作に発意と責任を有する者を指している。アニメーション作品、ゲームソフト、テレビ番組などでも同様である。
「製作者」といった場合、作品の企画立案、製作費の出資などを行う映画配給会社、広告代理店、出版社、テレビ局などを指し、メディアミックスによる二次使用料を受け取る権利を有している。番組を実際に作る側である制作会社も製作費の出資などを行うことによって製作者となることがある。
日本の映像業界では製作をプロデュース（英：produce）と言い換えるが、英語では production であり、製作会社を指すプロダクションに当たる語は productions あるいは production company である。また、映画等における「製作中」は in production 、絵画等における「制作中」は単に at work と表現される。芸術品は製造物ではないからである。
テレビアニメでは企画からさらに昇進した役職のことを指し、別名で「エグゼクティブプロデューサー」「プロデュース」とも言う。また、これまでは企画者がエグゼクティブプロデューサーも兼ねて担当するのが通例であった。

## 映画での製作
テロップに表記されるのが企業名の場合は基本的に出資社であり、人名の場合は主に「製作側の映画プロデューサー」を挿すので近年では製作Pなどと略されることも多い。視聴者側において「演出」「監督」「撮影」などの制作班のスタッフまで「製作」と誤用されてしまうことがあるが不適切である。近年は製作委員会方式の浸透や、制作会社も出資するなど柔軟になってきており、その際には「製作」としてテロップにクレジットされ、一例としてはヱヴァンゲリヲン新劇場版が挙げられるが、90年代から製作委員会に参加する制作会社は珍しくはなかった。テレビ朝日など基本的に自社放送においても「制作　テレビ朝日」のテロップ表記を内規としている場合でも製作委員会に参加する場合があり、この場合の表記は製作委員会のままである。
映画事業業界は、大きく分けて、製作、配給、興行の3職種に分かれ、映画会社大手内部で一部が部門化や系列化されていることも多い。この場合の「製作」は、企画立案、出資、撮影・編集・アフレコやダビング（ミキシング）、初号プリントの作成までつまり生産工程までを指す。「配給」はこの初号プリントあるいはその次点以降で完成品と認定されたマスターをもとに上映用プリントを量産いわばダビングし、全国の上映劇場をブッキングすなわち手配し、作品を宣伝し、プリントつまりフィルムの貸与やその使用料金の徴収を取り扱ういわば業販向けの卸およびディーラーの工程までを挿す。「興行」は要は上映館業務で、レンタル料を支払って配給会社からプリントつまりフィルムまたはデータを預かり、上映劇場の宣伝を行いつつ上映する、小売側全般を行うシネコンなどのエンド側事業者を挿す。この3部門をすべて1社で行うことを垂直統合と呼ぶが、戦後にテレビの台頭もあってアウトソーシング化や独立事業化が進み、いずれにおいても下請け会社や独立のサービス企業が多数存在するが、近年はインターネット配信の台頭によってむしろ合併や事業規模および上映回数や上映館数の縮小、製作者による公式サイトや配信請負ポータルサイトでの直接インターネット配信、つまり「配給、上映の事業者の切り捨て」すなわち「製作側による事業独占」の実態も増えてきており、ビデオソフトレンタル事業者の経営にも影響を与えている。
東宝、松竹、東映、角川映画の映画を製作する大手4社が構成する団体は、社団法人日本映画製作者連盟であり、その前身で1945年（昭和20年）、松竹、東宝、大映、朝日映画社、電通映画社（現：電通テック）、理研科学映画（理研グループ）、横浜シネマ（現：ヨコシネ ディー アイ エー）によって設立された任意団体「映画製作者連合会」、古くは1924年（大正13年）に日活、松竹、帝国キネマ演芸、マキノキネマが設立した日本映画製作者協会 と、日本では古くから「製作」の語が正式に用いられてきた。1995年（平成7年）に日本の独立系映画製作会社や、おもに下請け製作を行う製作プロダクションが設立した協同組合も日本映画製作者協会と名乗っている。
日本における映画スタジオすなわちロケスタジオ設備は自社保有またはレンタルである。
大抵において、製作側プロデューサーの所属する部署は「企画部」で本社勤務、ラインプロデューサー（プロデューサーを事業部長とすれば、ラインPは個々のシマを預かる課長に該当し、アニメの制作進行担当職の役割がより大型化し制作担当と分業したうちの上級職）、製作担当、製作主任、製作進行、製作助手のラインが所属する部署は「製作部」であり撮影所に勤務する。ラインプロデューサーと製作担当ら下級職の役割分担は製作会社によりまちまちである。第二次世界大戦以前は、「製作部」に当たる部署は「撮影部」と呼ばれていた。例えば国際活映が1919年（大正8年）に設立した角筈撮影所に、日活向島撮影所から映画監督・脚本家の桝本清を引き抜き、同撮影所の所長および「撮影課長」に就任しており、牧野省三没後の1929年（昭和4年）、新体制のマキノ・プロダクションでは、長男のマキノ正博（のちのマキノ雅弘）は「撮影部長」を務め、「製作部長」は存在していない。
撮影所と同等かそれ以上の会社組織等では、1921年（大正10年）設立の牧野教育映画製作所、1923年（大正12年）設立のマキノ映画製作所、1925年（大正14年）設立の東邦映画製作所やアシヤ映画製作所、1932年（昭和7年）設立のピー・シー・エル映画製作所、1937年（昭和12年）設立の東京発声映画製作所、1938年（昭和13年）設立の宝塚映画製作所（のちの宝塚映像）、1947年（昭和22年）設立の新東宝映画製作所（のちの新東宝）等があった。逆に「制作」の文字が初めて現れるのは、1965年（昭和40年）7月設立の東映東京制作所であるが、同社はテレビ局からの下請けでテレビ映画を「制作」する専門会社であった。
日本のサイレント映画時代や1950年代ごろまでは「プロデューサー」のクレジットは、「指揮」あるいは「総指揮」であった。現在、英語における「executive producer」を「製作総指揮」と訳すのはこれに由来する。
なお、映画においては「製作主任」も存在する。これは、製作のもっとも実務面、進行管理や諸手配を司る役職であり「製作」（プロデューサー）の筆頭者という意味ではなく序列上は補佐役である。

## 制作
制作（せいさく）は辞典においては端的には、楽曲などの音楽作品、美術作品、映画や演劇、テレビ番組・ラジオ番組・動画など作ること、及び、それによって作られたもののことだとされる。実際に作る作業が「制作」、そのための資金調達などを行うことが「製作」というように使い分けている。テレビ番組の場合、「制作」は制作会社・「製作」はテレビ局というケースもある。業種によっては混在も見られる。建物内外に飾られるアートオブジェが建物オーナーからの依頼品だった場合は「制作者」名として銘板などに表記されることがある。
エンターテインメントビジネスのなかでも映像業界においては、制作下請け会社いわゆる、制作プロダクションつまり制作会社やその担当職を指して「制作」と呼称することがある以外は、企画や出資、宣伝・興行全般など、現場で映画を撮る実作業全般以外の部分で「製作」の呼称を用いる。また、テレビ番組に関しては近年まで明確な使い分けがなされず局ごと番組ごとに不規則であったが、2006年（平成18年）の著作権法の改正で「製作」と「制作」を厳然と区別して第16条に明記 されて以来、これを踏まえた表記となっている（「#著作権法における製作」も参照）。なお、クレジットタイトルにおける著作者等の表記では日本テレビが「製作著作」としているのに対し、テレビ朝日では「制作著作」としている など局により対応が分かれており、テレビ朝日では制作会社との従来の縦割りの関係を見直し良好な関係を維持するために制作表記とする旨が発表されており、契約書のみに製作の表記がある。
2007年8月現在、在京キー局の中で「制作」表記を主に使用しているのがフジテレビ・テレビ朝日・NHKである。一方の「製作」表記を主に使用しているのが日本テレビ・TBSテレビ・テレビ東京 となっているが、先述の通りで局が番組制作に関わっている番組では、普段は製作表記の局も「制作」表記でテロップされており、代表例としては24時間テレビであり、キー局が、地方局が制作または製作した番組を放送する場合も「制作　地方局名」表記でテロップが流される。
演劇において、劇団の内部で道具や衣裳の作製や事務を担う人は制作、部署は制作部などと呼ばれる。劇団へ出資や依頼をする外部組織は制作作業に関与しない限り製作者となる。
「製作」者や、「制作」会社やその部署や担当を挿す場合、語尾に「さん、側、サイド」などをつけることも多い。これは映画など映像業界全般で一般的である。アニメ業界では制作進行職などを制作さん、と称することがある。動画さん、原画さん、の呼称ルールの範疇として。
いずれも、中世以前の昔から絵画や音楽や工芸品などの芸術表現およびその依頼や販売において、王侯貴族等の需要家で構成されるパトロン側と、彼らに依頼される芸術家やその集団、工房の二者が常に存在していたことから必要上の区分として存在していた概念が、現代の出版や映像の業界においても継承的に用いられている。番組や映画の製作においては一般的に、製作側と制作側に一名以上のプロデューサーが置かれて双方が折衝したり対外的に役割分担を行い、社内分業の場合はラインプロデューサー職であるものが、双方が別会社になると制作プロデューサーなどと呼称が変わるが基本的な役割分担に大差はない。製作側から制作側への転職いわゆる天下りが行われる事例も割とあり、代表例はスタジオジブリの鈴木敏夫である。
有形品の製造業で「制作」の呼び方ががあまりないのは、自動車や家電で分かる通り発案設計から生産、出荷に至るまで自社や系列で一貫しているため。特許や機密も絡むのでこういう閉鎖的モデルにするしかない長年の事情もあった。しかしクリエイティブや娯楽作品の業界では先述の通りで第三者である王侯貴族や資本家が、アーティストや工房に依頼する形式が古来より自然と成立し今でもほぼ同じ実態で継続していることから「制作」の概念が今でも必須で用いられ続けている。たとえば製造工場に備品や設備を発注された製造業者は、納品物の説明文に「制作」と表記する。